# Masivul Armorican

Locația Masivului Armorican pe o hartă a teritoriului de nord al FranțaFranței. Masivele Orogeneza hercinicăhercinice sunt colorate oliv.

Harta geologică a masivului Armorican și a zonelor înconjurătoare

Masivul Armorican (franceză Massif armoricain) este un fost masiv montan care acoperă o largă suprafață în nord-vestul Franței, incluzând Bretania, partea de vest a Normandiei și Ținutul Loirei.

## Geologie
În structura sa geologică intră roci metmorfice și roci vulcanice metamorofozate în timpul orogenezelor cadomiană și hercinică.
Actual structura masivului a fost erodată până la nivel de peneplenă.
În timpul Neoproterozoicului, părțile mai vechi ale Masivului Armorican au făcut parte din marginea nordică a paleocontinentului Gondwana. În timpul Paleozoicului a făcut parte din microcontinentul Armorica, care probabil a inclus și zone ale munților Vosgi, Pădurea Neagră și Masivul Boemiei. Armorica – desprinsă din nordul Gondwanei, în intervalul Ordovician – Silurian s-a deplasat spre nord pentru a intra în coliziune cu Laurussia în timpul Orogenezei hercinice.